# جان کلوتز
جان کلوتز (انگلیسی: John Klotz؛ زادهٔ تاریخ ورودی نامعتبر است) قایقران قایق بادبانی و  از برندگان مدال‌های المپیک تابستانی  اهل بلژیک است.